# چالمه
چالمه، روستایی از توابع بخش مرکزی شهرستان خاتم در استان یزد ایران است.

## جمعیت
این روستا در دهستان چاهک قرار دارد و براساس سرشماری مرکز آمار ایران در سال ۱۳۸۵، جمعیت آن ۸۴ نفر (۲۰خانوار) بوده‌است.